# رؤیا صفوی
رؤیا صفوی (زاده سوم آذر ماه سال ۱۳۷۰ زنجان) دانش‌آموختهٔ رشتهٔ تربیت بدنی درمقطع کارشناسی و عضو تیم ملی اسکیت بانوان ایران است . دارای مدرک مربیگری درجه یک اسکیت سرعت و همچنین مدرک داوری درجه دو از فدراسیون اسکیت ج ا ایران است .
وی سابقهٔ حضور در اردوهای تیم ملی از سال ۱۳۸۵ تا کنون و ۳ سال حضور در تیم ملی در رقابتهای مختلف، دو مدال نقره و هفت مدال برنز کشوری و همچنین شرکت در مسابقات جهانی نانجینگ چین را در کارنامهٔ ورزشی خود دارد. 